# Kappa boys
I Kappa boys, che dalla fine degli anni duemila usano l'appellativo abbreviato di Kappa, sono un gruppo formato da quattro autori ed editori, che opera nel settore dei fumetti dalla seconda metà degli anni Ottanta, in particolar modo nel settore giapponese e quello italiano. I componenti sono Andrea Baricordi, Massimiliano De Giovanni, Andrea Pietroni e Barbara Rossi.
Sono conosciuti per essere stati i primi, agli inizi degli anni Novanta, ad introdurre strutturalmente i manga sul mercato italiano  e a diffondere in Italia una cultura del fumetto giapponese. Hanno collaborato con Granata Press dalla fine degli anni Ottanta per portare i primi manga in Italia, creato e sviluppato la divisione editoriale manga della Star Comics dal 1992 al 2008, e si sono occupati del kickstart di GP Manga nel 2009. Oltre a numerose consulenze e collaborazioni con terzi, i Kappa boys hanno fondato nella metà degli anni Novanta una propria casa editrice, la Kappa Edizioni, e nel 2012 una società multimediale, Kappalab, impegnata nella pubblicazione narrativa per ragazzi.

## Storia
I Kappa boys iniziarono la loro avventura nel mondo dell'editoria alla fine degli anni Ottanta, quando, poco più che maggiorenni, fondarono la fanzine pionieristica Mangazine e tentarono di avviare i primi contatti con case editrici italiane per pubblicare fumetti di origine giapponese. Il gruppo ottenne l'interessamento della Granata Press, per quale crearono e curarono un parco editoriale manga, primo nel suo genere in Italia, e scrissero il volume Anime, guida al cinema d'animazione giapponese, in collaborazione con Sabrina Tunesi. Contemporaneamente gestivano attraverso Granata Press alcune testate di supereroi Marvel e DC Comics edite da Play Press, realizzandone traduzioni, lettering e alcuni redazionali. In questi anni il loro nome era legato principalmente a quello della loro rivista e i quattro si facevano chiamare Staff di Mangazine.
Nel 1991 iniziarono a collaborare con Alessandro Distribuzioni per dare il via alla prima importazione in Italia di manga originali dal Giappone, e contemporaneamente si occuparono di realizzare la rivista mensile AD Anteprima per conto del distributore-editore.
Nel 1992 il gruppo venne contattato da Star Comics, allora emergente casa editrice, in cerca di consulenza per inaugurare una nuova linea editoriale dedicata ai manga. Il quartetto si strutturò allora come agenzia di servizio editoriale "Kappa" e assunse il nome di Kappa boys. I Kappa boys organizzarono quindi il settore manga della Star Comics, fondando la rivista Kappa Magazine e gestendo fino al 2008 tutto l'apparato redazionale della casa editrice: dalla scelta dei titoli da pubblicare e degli autori da lanciare, alle traduzioni, fino alla strutturazione degli albi e all'organizzazione della prima convention italiana dedicata esclusivamente ad anime e manga, KAPPA: KAiju, APoteosi e PAranoie https://ricerca.repubblica.it/repubblica/archivio/repubblica/1993/04/18/mazinga-all-attacco.html . Il felice sodalizio con la Star Comics permise l'introduzione di generi innovativi nel panorama fumettistico italiano e consentì un elevato grado di sperimentazione, suggellato ad esempio dall'uscita, nel 1995, di Dragon Ball, il primo manga edito in Italia a conservare il senso di lettura orientale. Per alcuni anni il gruppo collaborò anche all'avvio della divisione manga di Marvel Italia e con Dynamic Italia per alcune testate, poi nel 1995 fondò la propria casa editrice, la Kappa Edizioni, con la quale avviò dei progetti indipendenti. Nel frattempo, collaborarono con diverse realtà editoriali, fra le quali Disney in qualità di consulenti per la creazione della serie a fumetti W.I.T.C.H., Hobby & Work e DeAgostini.
Nel novembre 2008, dopo sedici anni insieme, i Kappa boys e la Star Comics interruppero la loro collaborazione, per motivi di divergenze di obiettivi e di interessi, maturati nel corso del tempo. Passati pochi mesi, a inizio 2009, i quattro erano già al lavoro per progettare il piano editoriale della GP Publishing, divisione con cui la Grani & Partners intendeva affacciarsi sul mercato del fumetto. Durante l'anno di contratto, i Kappa boys permisero alla neonata casa editrice di crescere e le procurarono i primi contatti con gli editori nipponici.
Da allora i Kappa boys si sono dedicati a iniziative indipendenti. A inizio 2010 vide la luce Ronin Manga, una nuova linea editoriale di Kappa Edizioni, "appositamente studiata per la libreria di varia, che risultasse appetibile e incuriosisse anche chi normalmente non leggeva né manga, né fumetti". Ritenendosi vittime di scorrettezze da parte del sistema distributivo fumettistico, i Kappa boys si allontanarono parzialmente dal settore e fondarono nel 2012 Kappalab, un laboratorio che promuove eventi, incontri, corsi di fumetto e finalizzato a "produrre attivamente opere audiovisive sul suolo italiano". Tra le opere principali pubblicate figura la linea editoriale LibriGhibli, in cui vengono editi i romanzi originali da cui sono stati tratti i film dello Studio Ghibli.

## Opere
I Kappa boys sono singolarmente anche autori di libri e fumetti. Fra questi, Oltre la porta, nato nel 1995 dalla collaborazione tra Baricordi, De Giovanni e Rossi con l'autrice giapponese Keiko Ichiguchi, i volumi della serie Lupin III Millennium, realizzata tra il 2001 e il 2007 in collaborazione con l'autore originale Monkey Punch, la miniserie da edicola Mondo Naif del 1996, i volumi della collana libraria Mondo Naif per Kappa Edizioni dal 1998 al 2005, storie brevi e racconti per le raccolte annuali umoristiche Jet Lag e, successivamente, della collana Graphic Novel di Kappalab per cui firmano anche alcuni saggi e manuali. Baricordi ha pubblicato inoltre il librogame L'occhio della mente, con illustrazioni di Marco Albiero, liberamente ispirato al manga 3x3 occhi di Yuzo Takada, il Gioco di ruolo ufficiale dei manga insieme a Mirko Pellicioni, il mockazine Mangazine 100, e scritto soggetti e sceneggiature per l'animazione, fra cui Dragonix e Beast Keeper, oltre ad aver collaborato con la rete televisiva nazionale NHK per cui ha realizzato la rubrica mensile Felsina Jones sulla rivista Italia go kaiwa; è inoltre il curatore della nuova edizione del 2022 di Anime, guida al cinema d'animazione giapponese. Nel 2020 De Giovanni ha scritto la graphic novel Le semplici cose disegnata da Andrea Accardi e edita da Feltrinelli e il romanzo Torneranno gli sguardi.
- Anime – Guida al cinema d'animazione giapponese (1991, Granata Press) A. Baricordi, M. De Giovanni, A. Pietroni, B. Rossi, S. Tunesi
- Lupin III – Alis plaudo (su Kappa Magazine nr. 22, 1994, Star Comics) A. Baricordi, M. De Giovanni, A. Pietroni, B. Rossi (disegni di Monkey Punch)
- Oltre la porta (1995, Star Comics) A. Baricordi, M. De Giovanni, B. Rossi (disegni di Keiko Ichiguchi)
- Lupin III – Il violino degli Holmes (1999, Kappa Edizioni) A. Baricordi (disegni di Gianmaria Liani)
- Gioco di ruolo ufficiale dei manga – Grum (2000, Kappa Edizioni) A. Baricordi e Mirko Pellicioni (illustrazioni di Shinichi Hiromoto)
- Lupin III Millennium (2001 – 2006, Kappa Edizioni) A. Baricordi, M. De Giovanni (disegni di Mauro Marchesi, Andrea Accardi, Sara Colaone, Shinichi Hiromoto, Gianmaria Liani)
- L'Occhio della mente (2011, Kappa Edizioni) A. Baricordi (illustrazioni di Marco Albiero)
- Anime – Guida al cinema d'animazione giapponese 1958 – 1969 (2021, Kappalab) A. Baricordi
- In cucina con gli anime dello Studio Ghibli (2022, Kappalab) B. Rossi
- 501 Quiz Anime e Manga (2023, Kappalab) A. Baricordi, B. Rossi
- Anime Tour - Pellegrinaggio nei luoghi cult dell’animazione giapponese (2023, Kappalab) B. Rossi
- Anime Tour 2 - Pellegrinaggio nei luoghi cult dell’animazione giapponese (2024, Kappalab) B. Rossi
- Anime Tour - Studio Ghibli - Pellegrinaggio nei luoghi cult dell’animazione giapponese (2024, Kappalab) B. Rossi
- 401 Quiz su anime & manga (2024, Sprea) A. Baricordi, B. Rossi